# Paran Dolok Mardomu
Paran Dolok Mardomu is een bestuurslaag in het regentschap Tapanuli Selatan van de provincie Noord-Sumatra, Indonesië. Paran Dolok Mardomu telt 625 inwoners (volkstelling 2010).